# Angel Airways
Angel Airways is een luchtvaartmaatschappij gebaseerd in Suriname.
De maatschappij is in 2007 opgericht door Etienne Fernandes ex commandant van de luchtmacht en die eerder ook de directeur-generaal van CASAS was, de Civil Aviation Safety Authority Suriname. De maatschappij heeft plannen om zodra de benodigde vergunningen zoals AOC (Air Operators Certificate) en andere vergunningen uiterlijk drie maanden voor aanvang van de eerste vluchten te publiceren met vluchten vanaf Paramaribo (Zanderij) naar Amsterdam (Schiphol) met verbindingen naar Thailand, Indonesië en het Caribische gebied. De Intercontinentale vluchten zullen worden uitgevoerd met Boeing 777-300ER, terwijl het Caribisch gebied zal worden bediend met de Boeing 737-800NG. Onderhandelingen met de Surinaamse overheid zijn onderweg (stand september 2022).